# Уилсон, Эдвард Адриан
Э́двард А́дриан Уи́лсон (англ. Edward Adrian Wilson; 23 июля 1872 — 29 марта 1912) — британский полярный исследователь, учёный-зоолог, орнитолог и врач-физиолог, художник. Участник двух антарктических экспедиций Роберта Скотта. Его иллюстрации к труду Хэмилтона A History of British Mammals считаются классическими.

## Биография
Родом из семьи врача, второй сын и пятый ребёнок в семье. Детство его прошло на ферме, где родители его матери разводили птиц, поэтому весьма рано его привлекла орнитология, естественные науки и рисование. Окончил подготовительную школу в Клифтоне, Бристоль, в девятилетнем возрасте заявил, что станет натуралистом. После неудачной попытки получить стипендию на обучение, посещал Челтенхэмский мужской колледж экстерном. Отец поощрял его занятия наукой и живописью. В 1891 г. сдал экзамены с отличием и поступил в Кембриджский университет (Колледж Гонвилла и Киза) где специализировался по естественным наукам. Окончил колледж в 1894 г., удостоен степени бакалавра медицины. В период обучения он стал исключительно верующим христианином и до конца дней был склонен к аскетизму. В 1898 г. удостоен степени доктора медицины в медицинской школе Госпиталя Сент-Джордж в Лондоне. В свободное время практиковал как миссионер в трущобах лондонского Баттерси. Незадолго до получения докторской степени был госпитализирован с туберкулёзом легких — последствия миссионерской деятельности. Лечился в санаториях Норвегии и Швейцарии, где отточил навыки художника. В 1900 г. получил право на занятия медицинской практикой, и был назначен младшим ординатором в Челтнхэмском госпитале. В том же 1900 г. был избран действительным членом Британского орнитологического общества. 16 июля 1901 г. женился на Ориане Соупер, всего за месяц до отправления в путь Британской антарктической экспедиции на корабле «Дискавери».

## Экспедиция на «Дискавери»

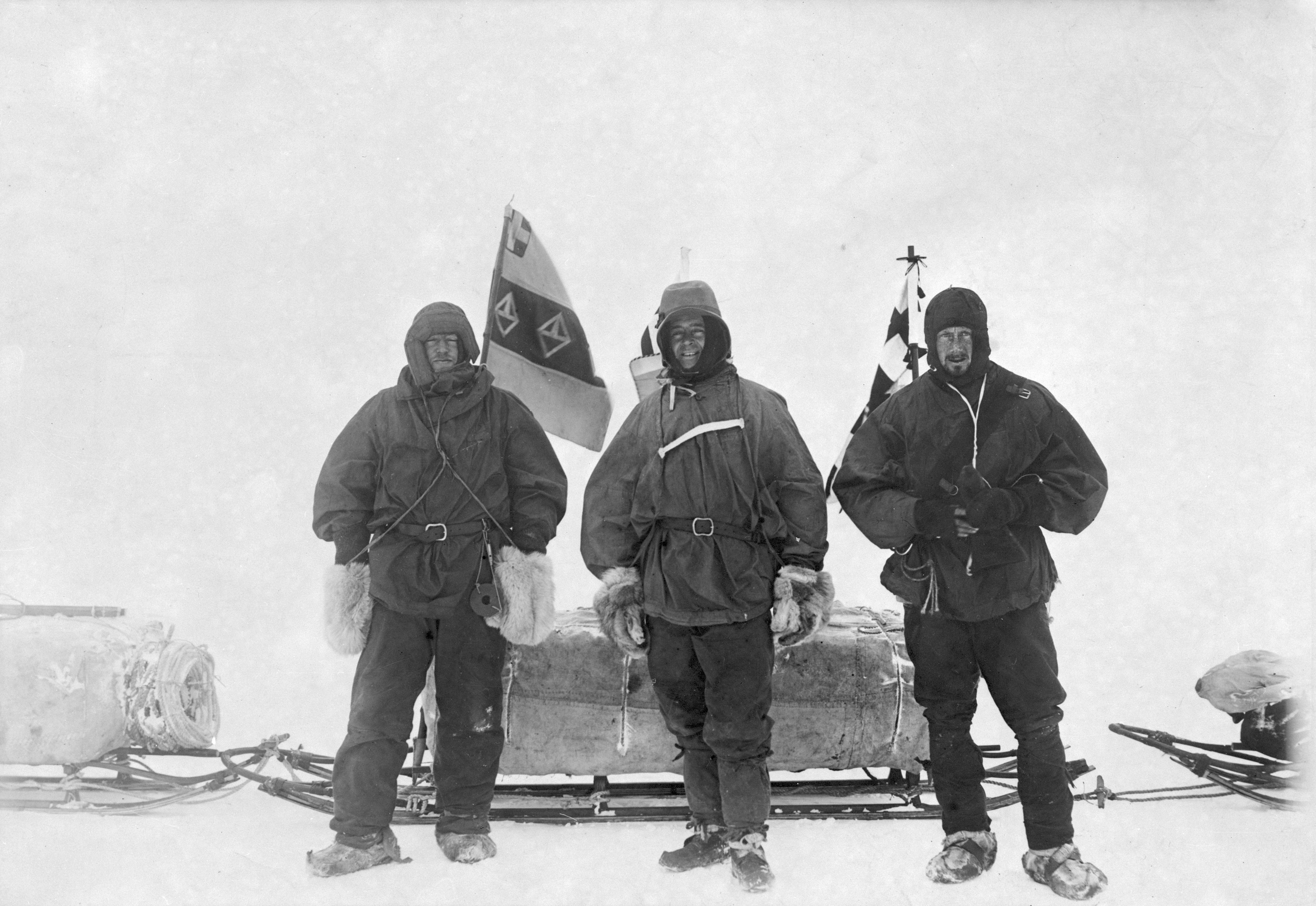
Участники санной экспедиции на старте. 2 ноября 1902 года
Слева направо: Шеклтон, Скотт, Уилсон

16 августа 1901 г. Уилсон был зачислен в штат Британской антарктической экспедиции в качестве помощника врача, зоолога и штатного художника. 2 ноября 1902 г., Уилсон вместе со Скоттом и Шеклтоном отправились в южнополярный поход, достигнув 31 декабря 82°17' ю.ш. (480 миль от Южного полюса). Главной причиной возвращения был недостаток провианта, кроме того, английские путешественники не смогли справиться с ездовыми собаками, после чего Р. Скотт счёл их непригодными для полярных путешествий. Обратный путь на дистанцию 960 миль был очень тяжёл: Шеклтон получил тяжёлую пневмонию и кашлял кровью, сани пришлось тащить Скотту и Уилсону. Поход длился 93 дня. Уилсон и Шеклтон заболели цингой, Шеклтон в феврале 1903 г. был отправлен на родину на вспомогательном судне «Morning». Уилсона чрезвычайно заинтересовала анатомия и физиология размножения императорских пингвинов, и он совершил в сентябре-декабре 1903 г. поход на мыс Крозье. Оказалось, что исследовать их в естественной среде обитания следовало в середине зимы. Такая возможность появится только в 1911 г.
В 1907 г. Шеклтон, планируя собственную южнополярную экспедицию на судне «Нимрод», приглашал Уилсона принять в ней участие. К тому времени Скотт и Шеклтон поссорились, Уилсон, из лояльности к Скотту, отказался. В это же время Уилсон активно занялся паразитологией птиц и иллюстрированием зоологических книг.

## Экспедиция «Терра Нова»

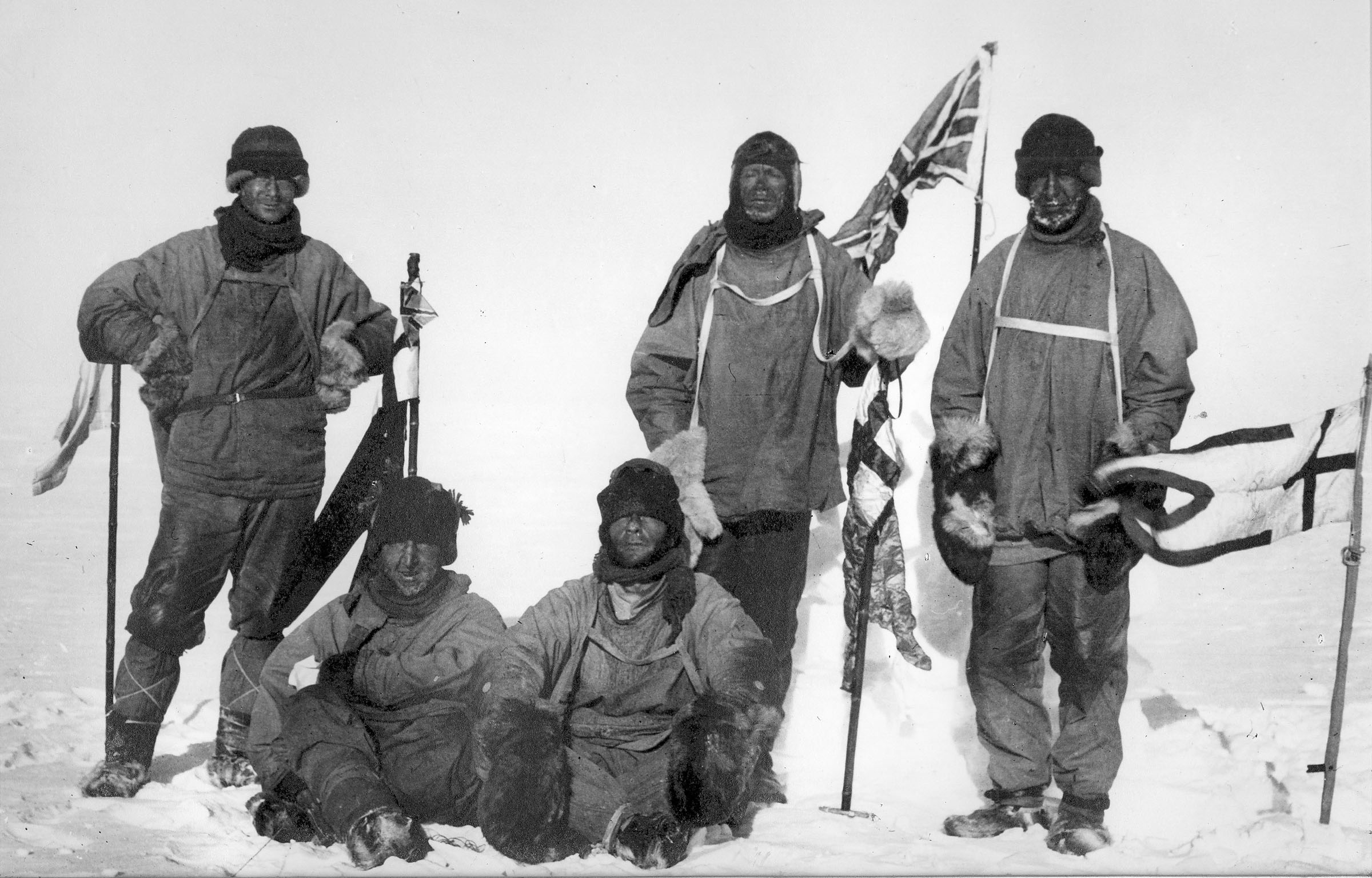
Команда Скотта на Южном полюсе 18 января 1912. Стоят: Уилсон, Скотт, Отс. Сидят: Бауэрс, Э. Эванс. Это последняя фотография, сделанная группой Скотта.

В национальной южнополярной экспедиции Скотта Уилсон был назначен главой научного отряда и ответственным за его укомплектование персоналом. Уилсон находился на борту экспедиционного суда с самого отплытия из Кардиффа 15 августа 1910 г.
Антарктической зимой в полярную ночь в июле — августе 1911 г. Уилсон, его ассистент Эпсли Черри-Гаррард и Генри Робертсон Бауэрс совершили поход на мыс Крозье для исследований яиц пингвинов и испытаний полярного снаряжения в период полярной ночи. 60-мильный вояж был совершён почти в полной темноте при температуре −56 °C. Однажды сильным ветром была унесена их палатка, после чего трое людей почти двое суток провели на снежной целине в спальных мешках, ожидая окончания пурги. 1 августа, измученные и обмороженные, трое экспедиционеров вернулись на зимовочную базу после пяти недель исследований. Уилсону удалось добыть три насиженных яйца императорского пингвина. Черри-Гаррард в своих мемуарах «Самое ужасное путешествие на свете» (1922) назвал этот поход «Зимней экспедицией».
1 ноября 1911 г. Уилсон и Скотт выступили в поход на Южный полюс. Через 79 дней он был включён в состав полярной группы из пяти человек (Скотт, Уилсон, Бауэрс, Отс, Эдгар Эванс). Будучи сильно истощёнными, они достигли Южного полюса 17 января 1912 г., через 34 дня после Руаля Амундсена. Во время чрезвычайно тяжёлого обратного пути, Уилсон нашёл силы, чтобы собрать 14 кг горных пород на моренах ледника Бирдмора, обнаружив отпечатки доисторических растений. Уилсон при этом растянул связки на ноге.

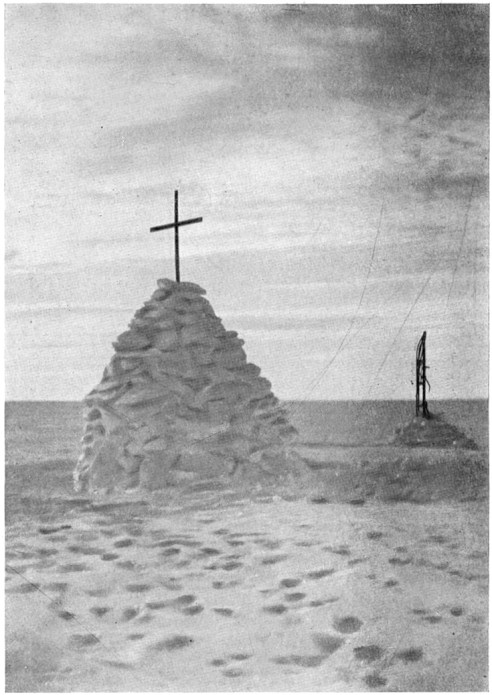
Могила Скотта, Уилсона и Бауэрса. 12 ноября 1912 г.

17 февраля 1912 г. скончался Э. Эванс от последствий черепно-мозговой травмы, полученной при падении в ледниковую трещину 4 февраля. 16 марта Отс, обморозив обе ноги и страдая от гангрены, ушёл в снежную метель, чтобы не отягощать товарищей. Ещё 11 марта произошёл крупный конфликт между Скоттом и Уилсоном: начальник экспедиции распорядился выдать всем участникам похода смертельные дозы опиума, на случай, если страдания окажутся невыносимы, угрожая своей властью изъять и взломать аптечку. Уилсон убедил его дожидаться конца по-христиански.
23 марта группа Скотта была остановлена бураном в 11 милях от промежуточного склада, имея керосина на 1 день и пищи — на два. К тому времени только Скотт вёл записи в дневнике и отсчитывал время. Последняя запись в дневнике датирована 29 марта, после 6-дневного перерыва. Они находились в 148 милях (264 км.) от своей базы.
12 ноября 1912 г. доктор Аткинсон и Э. Черри-Гаррард обнаружили палатку Скотта во время поисков. Судя по отчёту Аткинсона, Скотт умер последним. Он лежал посередине палатки, раскрыв развороты спального мешка и распахнув куртку, руку он положил на тело Уилсона. Уилсон и Бауэрс были аккуратно завязаны в спальные мешки. Тела не тронули, убрав подпорки палатки, послужившей погибшим саваном. Над могилой был воздвигнут снежный кайрн с крестом, сделанным из лыж.

## Память

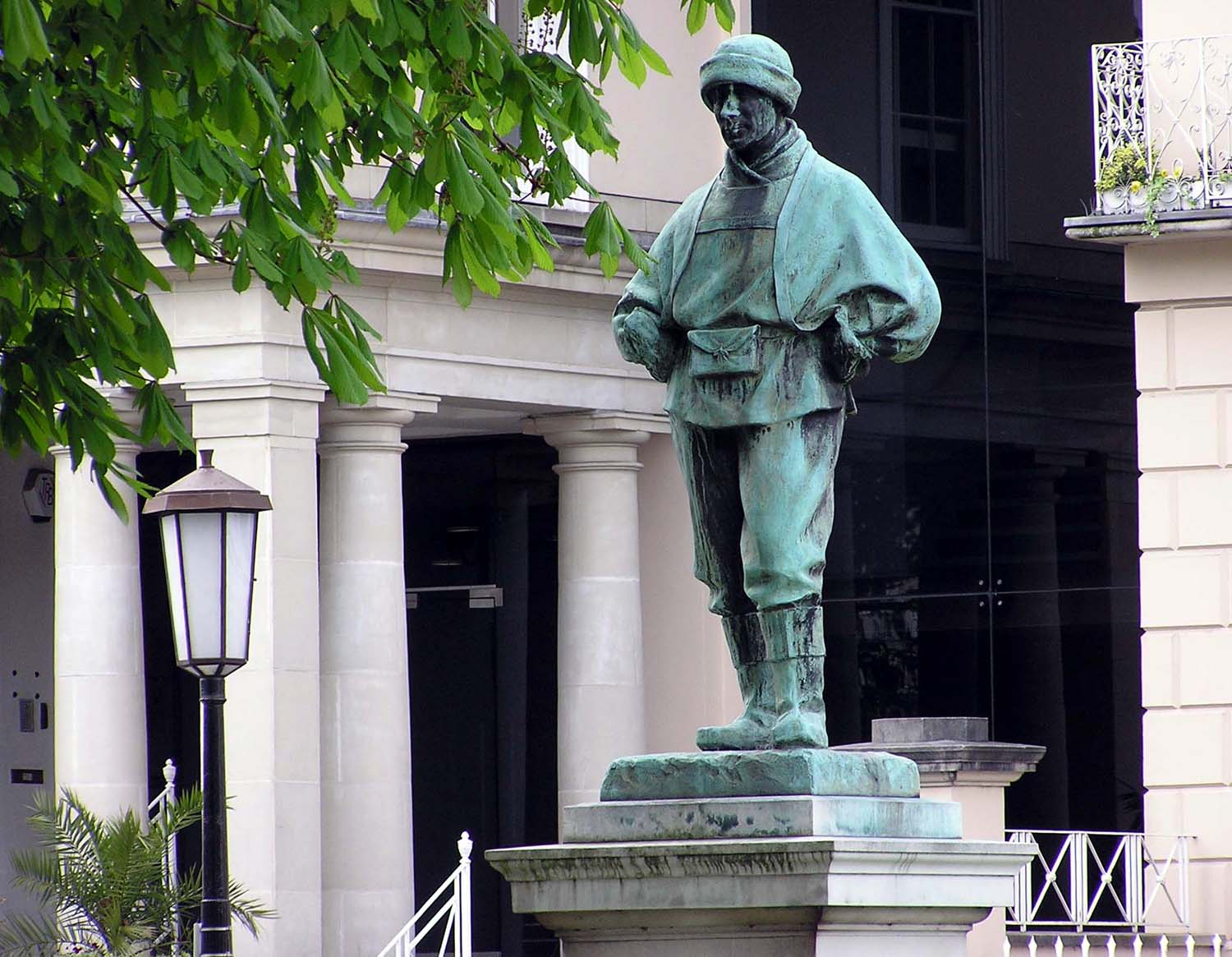
Статуя Э. Уилсона в Челтенхэме

Флаг родного колледжа, который Уилсон поднял над Южным полюсом, был сохранён и передан Кембриджскому университету.
В 1914 г. в Челтенхэме был открыт памятник Уилсону, изваянный вдовой капитана Скотта — Кэтлин Скотт. Открытием руководил бывший президент Королевского географического общества — сэр Клемент Маркхэм. В местном музее была открыта небольшая экспозиция, посвящённая Уилсону.
В честь Уилсона также названы начальная школа в лондонском Паддингтоне и студенческое кафе в медицинском университете Сент-Джордж.

### Первоисточники
- The Norwegian with Scott: Tryggve Gran’s Antarctic Diary 1910—1913 / Edited by Geoffrey Hattersley-Smith; Translated by Ellen Johanne McGhie (née Gran); Preface by Basil Greenhill. — Greenwich : National Maritime Museum Her Majesty's Stationery Office, 1984. — 258 p. — ISBN 0-11-290382-7.
- Scott's last expedition. In two volumes / Arranged by Leonard Huxley. With a preface by Sir Clements R. Markham, etc. — London : Smith, Elder & Co, 1914. — Vol. I. Being the journals of Captain R. F. Scott …. — XXVI, 636 p.
- Scott's last expedition. In two volumes / Arranged by Leonard Huxley. With a preface by Sir Clements R. Markham, etc. — London : Smith, Elder & Co, 1913. — Vol. II. Being the reports of the journeys & the scientific work undertaken by Dr. E.A. Wilson and the surviving members of the expedition. — XVI, 534 p.
- Wilson E. Diary of the Discovery Expedition to the Antarctic regions 1901—1904 / Edited from the original mss. in the Scott Polar Research Institute, Gambridge by Ann Savours; Foreword by H. R. H. The Duke of Edinburgh. — New York : Humanities Press Inc., 1975. — 416 p. — First publ. 1966.
- Wilson E. Diary of the «Terra Nova» Expedition to the Antarctic, 1910—1912; an account of Scott’s last expedition / Edited from the original MSS. in the Scott Polar Research Institute and the British Museum by H. G. R. King. — London : Blandford Press, 1972. — xxiii, 279 p.
- Wilson E. South Pole odyssey : selections from the Antarctic diaries of Edward Wilson / edited by Harry King. — Poole, Dorset : Blandford Press, 1982. — 176 p. — ISBN 0713712066.
- Скотт Р. Экспедиция к Южному полюсу. 1910—1912 гг. Прощальные письма / Пер. с англ. В. А. Островского, под ред. М. Г. Деева. — М.: Дрофа, 2007. — 559 с. — (Библиотека путешествий). — 5000 экз. — ISBN 978-5-358-02109-9.
- Черри-Гаррард Э. Самое ужасное путешествие / Перевод с английского Р. М. Солодовник; Научный редактор доктор. геогр. наук В. С. Корякин. — М. : Paulsen, 2014. — 528 с. — (Великие британские экспедиции). — ISBN 978-5-98797-085-0.

### Монографии и статьи
- Ладлэм Г. Капитан Скотт / Перевод с английского В. Я. Голанта. Научный редактор кандидат географических наук Л. И. Дубровин. С предисловием академика А. Ф. Прянишникова. — Изд. 2-е, испр. — Л. : Гидрометеоиздат, 1989. — 288 с. — ISBN 5-286-00406-7.
- Хантфорд Р. Покорение Южного полюса. Гонка лидеров / Пер. с англ. С. Филина. — М. : Манн, Иванов и Фельбер, 2012. — 640 с. — ISBN 978-5-91657-323-7.
- Seaver G. Edward Wilson of the Antarctic; naturalist and friend : together with a memoir of Oriana Wilson / with an introduction by Apsley Cherry-Garrard. — London : John Murray, 1933. — xxxiv, 301 p.
- Seaver G. Edward Wilson : nature-lover / The illustrations are from drawings by Edward Wilson. — London : John Murray, 1937. — xi, 221 p.
- Seaver G. The faith of Edward Wilson of the Antarctic. — London : John Murray, 1948. — 48 p.
- Williams I. With Scott in the Antarctic: Edward Wilson: Explorer, Naturalist, Artist. — Cheltenham, Gloucestershire : The History Press, 2009. — 288 p. — ISBN 9780752452463.